# Edicions Catalanes de París
Edicions Catalanes de París fou una editorial creada a París l'any 1969 i que va mantenir la seva activitat fins al 1977, que tenia per objecte la publicació de llibres en català d'història i de política que pel seu contingut eren d'impossible publicació sota el règim franquista.

## Gènesi i desenvolupament
La idea inicial de la seva fundació es remunta al pla d'ofensiva cultural contra la dictadura franquista formulat per Josep Benet l'octubre de 1965 i que va exposar els dies 8 i 9 de gener de 1966 en una reunió clandestina que es va celebrar a la finca de l'Ametlla del Vallès del financer, mecenes i promotor cultural Fèlix Millet i Maristany, que va reunir intel·lectuals i burgesos catalanistes.
La implantació de la idea inicial va iniciar-se l'any 1968, amb implicació de Jordi Pujol que en seria mecenes i impulsor. La direcció des de Barcelona la portaria Josep Benet i en teoria Albert Manent en seria subdirector i en duria els comptes. Benet, Pujol i Manent en foren, per tant, els promotors i principals responsables. La producció editorial i la distribució es duria des de Paris, constituint-se legalment la societat a França. Aquestes funcions es confiaren, com a responsables de l'editorial a París, a dos exiliats catalans de segona generació, Romà Planas i Àngel Castanyer. La gerència formal la va assumir Paul Kipfer, company d'estudis de Castanyer, ja que havia de correspondre legalment a un ciutadà francès. L'any 1970 es va afegir al projecte un nou mecenes, Josep Maria Vilaseca i Marcet.
La logística per a editar i distribuir els llibre era complexa: Els originals els facilitava l'equip de Barcelona i els corregia Bartomeu Bardagí, i a continuació s'enviaven a París on se'n feia la maquetació; les galerades tornaven a Barcelona per a ser revisades per Bardagí i, altra cop, s'enviaven a París, on s'imprimien. La venda es feia en llibreries franceses (com la Maspero, a París, i d'altres a Grenoble, Caen, o Nancy), o d'Andorra. La introducció dels llibres a Catalunya, de forma clandestina, es feia mitjançant un agrupament d'escoltes d'Olot, liderat pel futur alcalde d'Olot, Lluís Sacrest, que els passaven per indrets de la frontera no controlats per la Guàrdia Civil, i fins i tot, posteriorment, per algun comando de l'organització nacionalista paramilitar EPOCA.

## Obres publicades
- 1969 - Stephen Cartwright (pseudònim de Joaquim Molas) - Poesia catalana de la guerra d'Espanya (1936-39) i de la resistència.[10]
- 1970 - Andreu Nin - Els Moviments d'emancipació nacional: l'aspecte teòric o la solució pràctica de la qüestió.; pròleg d'Oriol Puigvert (pseudònim de Josep Benet); assaig biogràfic de Wilebaldo Solano.[11]
- 1971 - Maria Aurèlia Capmany - Preguntes i respostes sobre la vida i la mort de Francesc Layret, advocat dels obrers de Catalunya.[12]
- 1971 - [ Rafael Carreras de Nadal ] / [ Albert Manent ] - Le Vatican et la Catalogne : le problème de la nomination des évêques dans l'église d'aujourd'hui : une affaire de l'après-concile.[12][13]
- 1971 - Josep Marimon i Cairol - Les Classes socials a Catalunya en el decurs de l'era industrial; pròleg d'Ambrosi Carrion.[12]
- 1971 - Gaziel - Història de La Vanguardia (1884-1936).[14]
- 1972 - Josep Carner-Ribalta -  De Balaguer a Nova York passant per Moscou i Prats de Molló : memòries.[15]
- 1972 - Vázquez de Sola - La franquíssima gràcia.[15]
- 1972 - Joan Font (pseudònim de Joaquim Ferrer) - La vaga de la Harry Walker.[16]
- 1973 - [ Josep Benet i Morell ] - Catalunya sota el règim franquista : informe sobre la persecució de la llengua i la cultura de Catalunya pel règim del general Franco. Vol. I.[17]
- 1974 - Roger Arnau (ed.) (pseudònim de Josep Benet) - Marxisme català i questio nacional catalana : (1930-1936).[18]
- 1974 - Gaziel - Meditacions en el desert (1946-1953).[19]
- 1975 - Anselm Llull (pseudònim de Gregori Mir) -El Mallorquinisme polític, 1840-1936 : del regionalisme al nacionalisme.[19]
- 1975 - Fèlix Cucurull - Panoràmica del nacionalisme català.[19]
- 1976 - Emili Sagués (pseudònim de Joaquim Molas) - Antologia de la poesia patriòtica.[20]
- 1976 - Joan Manent i Presas - Records d'un sindicalista llibertari català : 1916-1943.[20]